# Regno di Cusco
Il regno di Cusco (lingua quechua: Qosqo) fu un piccolo regno situato sulle Ande che nacque come piccola Città-Stato fondata dagli Inca attorno al XII secolo. In questo periodo, con guerre o sottomissione pacifica, crebbe prima di lasciare il posto all'impero inca.

## Storia
Gli Inca iniziarono la loro storia come tribù stanziata a Cusco attorno al XII secolo. Guidati da Manco Cápac crearono la piccola città-stato di Cusco (in lingua quechua: Qosqo), mostrata in rosso sulla mappa.
Nel 1438, sotto al comando del Sapa Inca Pachacútec, il cui nome significa letteralmente "scuotitore del mondo", iniziarono un'espansione che li avrebbe portati lontano. La terra che Pachacutec conquistò corrispondeva all'incirca all'estensione delle Tredici colonie statunitensi del 1776, e copriva quasi completamente la catena montuosa delle Ande.

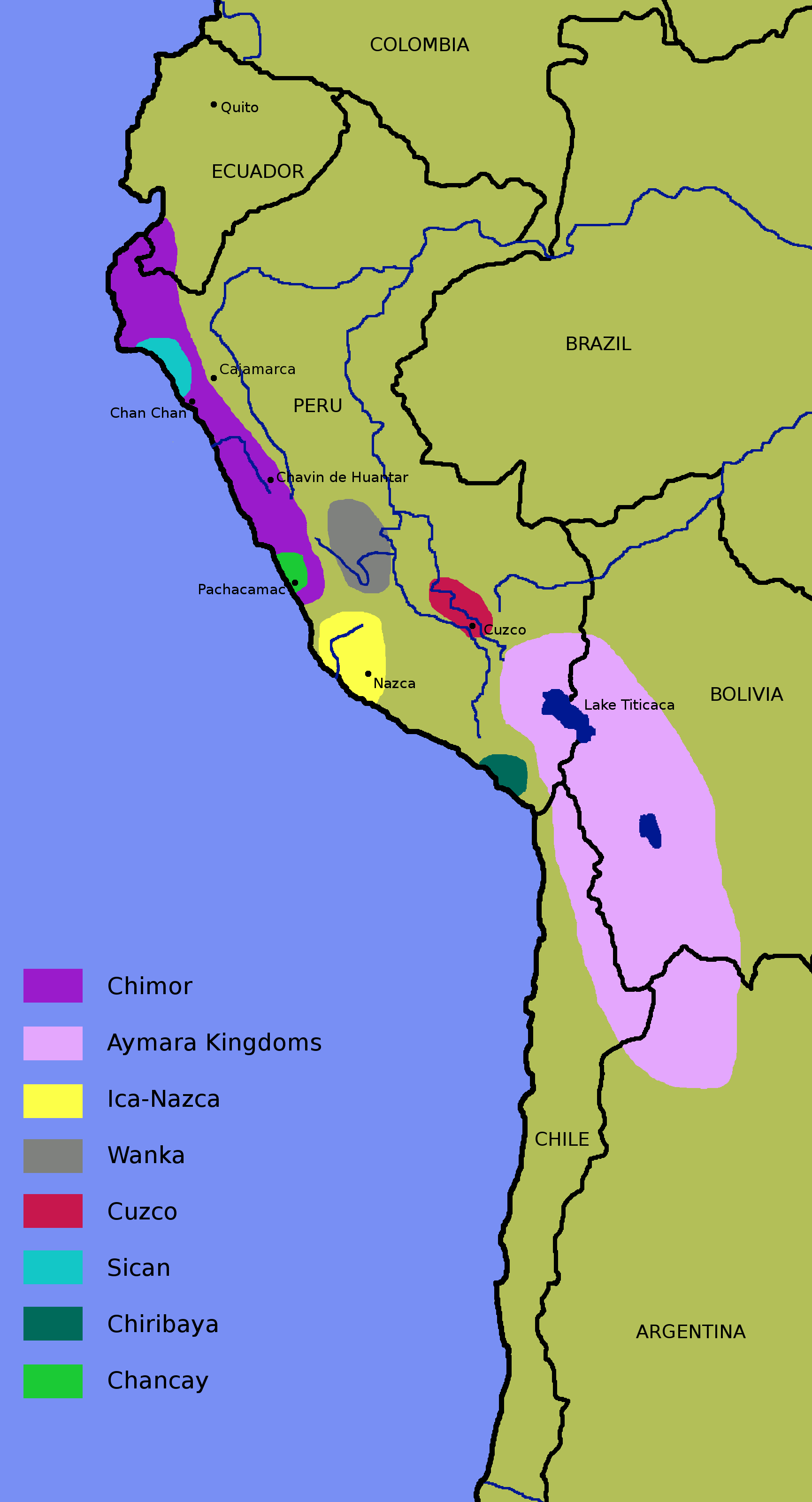
Il regno di Cusco nel 1438, mostrato in rosso sulla mappa

Pachacutec riorganizzò il regno di Cusco trasformandolo in un impero, il Tahuantinsuyu, uno Stato federale composto da un governo centrale con gli Inca alla testa di quattro province: Chinchasuyu (nord-ovest), Antisuyu (nord-est), Contisuyu (sud-ovest) e Collasuyu (sud-est). Si pensa anche che sia stato Pachacútec a costruire Machu Picchu, con l'idea di usarla come residenza familiare o come casa per le vacanze.

## Sapa Inca

### Prima dinastia
I Sapa Inca della prima dinastia del regno di Cusco furono, nell'ordine, Manco Cápac, Sinchi Roca, Lloque Yupanqui, Mayta Capac e Capac Yupanqui. Si conosce poco di questi primi regnanti, ma negli anni seguenti capac prese il significato di "signore della guerra" e sinchi quello di "capo". Di solito si indica come inizio della dinastia il 1200.